# باندی

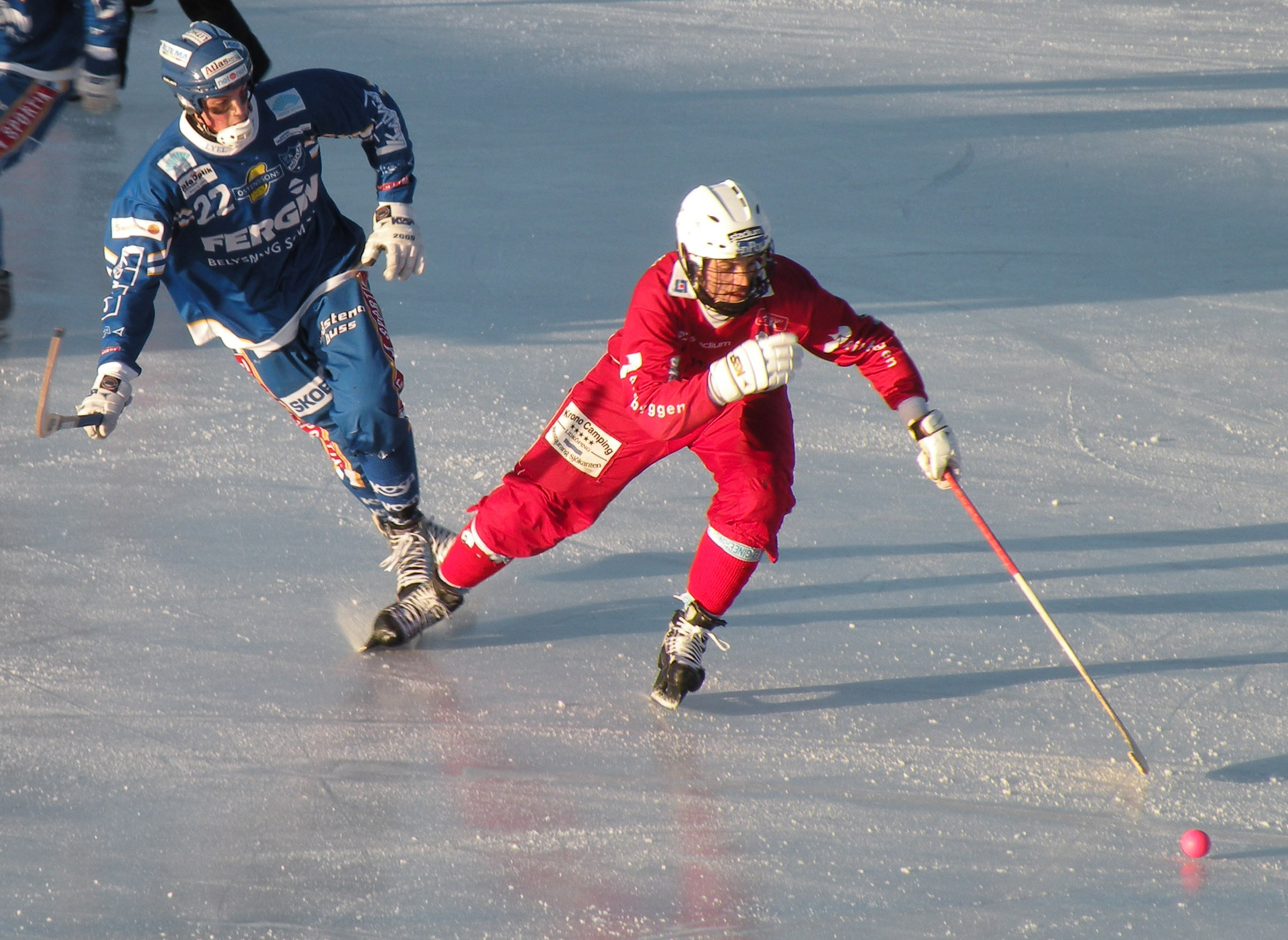

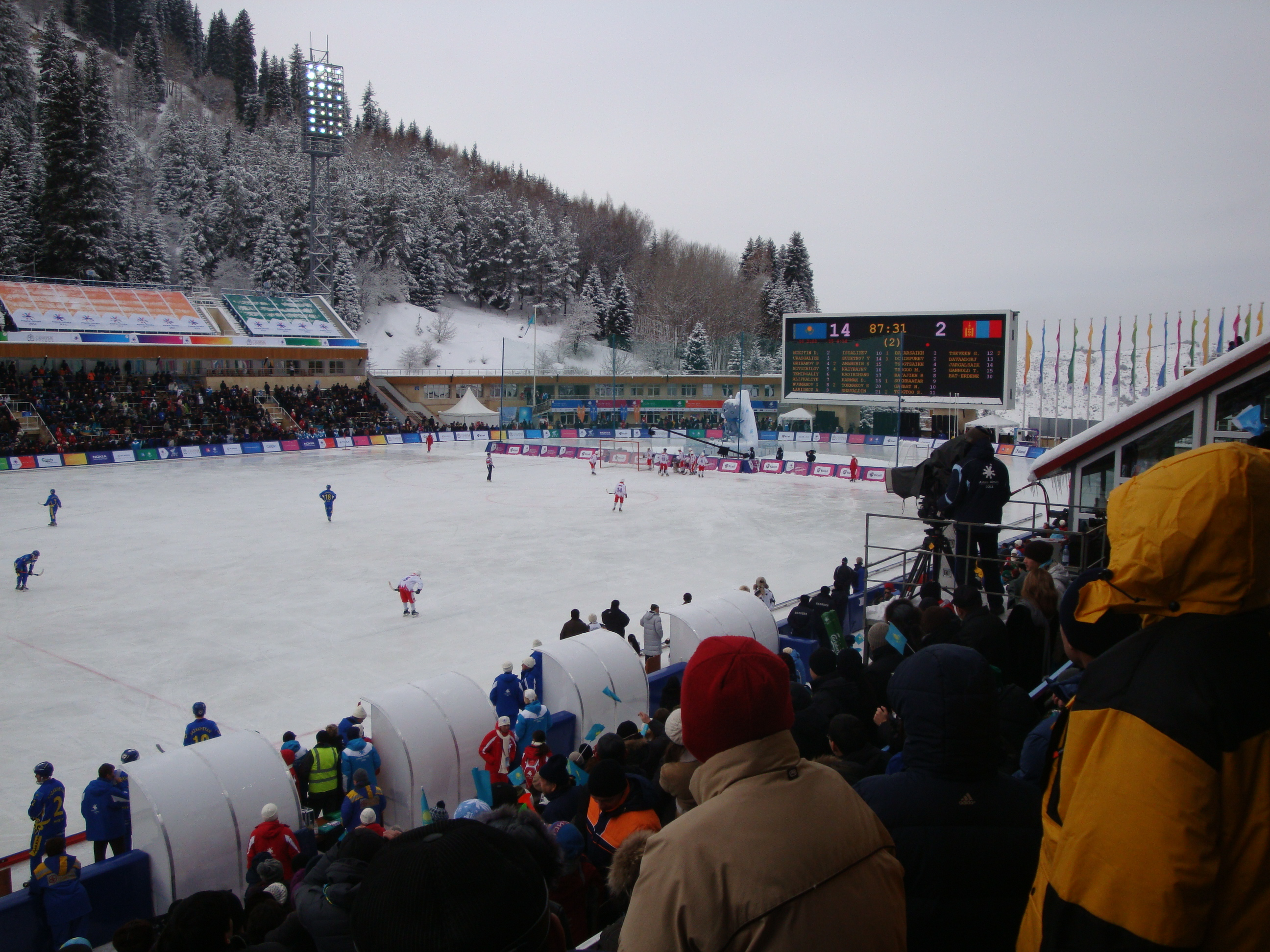
بازی‌های آسیایی زمستانی ۲۰۱۱

باندی (به انگلیسی: Bandy) یک نوع ورزش زمستانی شبیه به هاکی روی یخ است. در این بازی بازیکن‌ها به وسیله یک چوب باندی توپ را به سوی دروازه حریف هدایت می‌کند.
بسیاری از قوانین این بازی با قوانین فوتبال مشابهت دارد. زمین این بازی پوشیده از یخ و به اندازه زمین فوتبال می‌باشد. هر تیم ۱۱ بازیکن دارد که یکی از آن‌ها دروازه‌بان است. یک بازی استاندارد باندی از دو نیمه ۴۵ دقیقه‌ای تشکیل شده‌است. قوانین آفساید در باندی نیز کاملاً مشابه قوانین آفساید در فوتبال می‌باشد. باندی گاهی در کشورهای اسکاندیناوی فوتبال زمستانی نامیده می‌شود.

## در ایران
در ایران این ورزش فعالیتی ندارد.